# Oblast Silistra
Oblast Silistra (bugarski Област Силистра) nalazi se u sjeveroistočnoj Bugarskoj. U oblasti živi 142.000 stanovnika, dok je prosječna gustoća naseljenosti 50 stan./km². Najveći grad i administrativno središte oblasti je grad Silistra s 49 166 stanovnika.
| Oblast Silistra sastoji se od sedam općina: - Alfatar - Dulovo - Glavinica - Kajnardža - Silistra - Sitovo - Tutrakan |

Gradovi u Oblasti Silistra
| Grad      | Bugarski naziv | Stanovnika (2004/2005) |
| --------- | -------------- | ---------------------- |
| Alfatar   | Алфатар        | 1.897                  |
| Dulovo    | Дулово         | 8.964                  |
| Glavinica | Главиница      | 2.211                  |
| Silistra  | Силистра       | 49.166                 |
| Tutrakan  | Тутракан       | 11.516                 |

- Većinsko stanovništvo oblasti su Bugari (84.178), zatim Turci (48.761) i Romi (6.478).[1]

## Vanjske poveznice
- Službena stranica oblasti  Arhivirana inačica izvorne stranice od 19. kolovoza 2009. (Wayback Machine)